# Fuge (Zwischenraum)

Verschiedene Fugenarten in der Profilansicht, entstehend durch das Aneinanderlegen von Werkstücken

Eine Fuge (fügen, zusammenfügen) ist ein Spalt oder Zwischenraum zwischen zwei Bauteilen oder Materialien.
Im Maschinenbau ist eine Fuge ein rinnenförmiger Spalt an den einander berührenden Kanten zweier Werkstücke. Der Spalt kommt zustande, wenn eine oder beide einander berührenden Werkstückkanten eine andere Form als ein Rechteckprofil aufweisen. Die Fuge kann eine geplante Sollbruch- oder Trennstelle zweier Werkstückteile sein, die unbeweglich zueinander montiert sind bzw. aufeinander fixiert werden.
Diesem maschinenbaulichen Begriff einer Fuge steht der Begriff der Führung gegenüber, welche eine Relativbewegung der Körper zueinander ermöglicht.
Fugen, also Verbindungsstellen zweier Körper, werden dann konstruiert, wenn eine Baugruppe nicht einteilig gefertigt werden kann oder soll, sei es aus Gewichtsgründen, aus Transportgründen oder etwa aus fertigungspraktischen Erwägungen.
Fugen entstehen sowohl beim Holz- als auch beim Möbelbau ebenfalls beim formschlüssigen Zusammenfügen von einzelnen Bauteilen.